# Крила, ноги і хвости
«Крила, ноги і хвости» (рос. Крылья, ноги и хвосты) — радянський мальований мультиплікаційний фільм, створений режисером Олександром Татарським за однойменною казкою Альберта Іванова.
За свідченням Олександра Татарського, мультфільм був знятий у 1985 році для альманаху «Кубик», але не сподобався директору студії «Екран» Б. М. Хессину і до збірки не ввійшов. На екран вийшов лише в наступному році.
Мультфільм про те, як гриф учив страуса літати. Придбав значну кількість прихильників за своєрідну манеру малюнка і досить цинічний сюжет, з фразами, які стали «крилатими».

## Сюжет
Перед нами спекотна пустеля. Проте в ній зустрічаються ящірки, зустрічаються і страуси. Страус дуже полохливий; і ось одного разу він зустрічає грифа. Той пропонує скласти йому компанію: «Летимо зі мною, там стільки смачного!» Страус погоджується. Гриф летить, страус біжить за ним. Але грифа це не влаштовує: «Я ж сказав „полетіли“, а не „побігли“!» На питання: «Ти що, розучився літати?» страус зізнається, що ніколи й не вмів, і гриф загоряється ідеєю навчити страуса літати («Не вмів! Не вмів — навчимо, не хочеш — змусимо. Злітай!»). Попутно, відчувши боягузтво страуса, гриф періодично лякає його, висмикуючи з його заду по пір'їнці, щоб вставити їх собі в голову.
Однак навчання нічого не виходить, та й з'ясовується, що страус бігає швидше, ніж гриф літає. Зрозумівши це, страус перехоплює ініціативу і заявляє «крила, крила… ноги!». Усвідомивши свою моральну перевагу, він лякає змученого польотом грифа і забирає назад свої пір'їни, після чого гордо йде у своїх справах, залишивши грифа стирчати головою в піску.
Завершує картину поява ящірки з початку мультфільму, яка стверджує, що головне все-таки хвіст. Вона витягає з голови грифа останню пір'їнку і, наспівуючи веселу мелодію, зникає.